# ¡Goal!
¡Goal! es una película argentina de 1936, dirigida por Luis José Moglia Barth y protagonizada por Sofía Bozán, Severo Fernández y Pedro Quartucci. Se estrenó el 14 de octubre de 1936. Producida por Argentina Sono Film, fue la primera película plenamente dedicada al tema deportivo. La película fue un fracaso, pero al año siguiente, con argumento similar, la productora lanzó una nueva película, también con Pedro Quartucci, que resultó un éxito: ¡Segundos afuera!.

## Sinopsis
El argumento central está basado en los equívocos que se derivan de dos personas iguales: uno, un oficinista y el otro un futbolista, que intercambian papeles.

## Actores
- Severo Fernández
- Sofía Bozán
- Héctor Calcaño
- Marisa Cobián
- Inés Edmonson
- Pedro Fiorito
- Miguel Gómez Bao
- Pedro Quartucci
- Marino Seré
- Teresa Serrador